# Eneko Compains
Eneko Compains Silva (Pamplona, 12 de abril de 1981) es un profesor y político español de ideología independentista vasca, miembro de Sortu.

## Biografía
Eneko Compains nació en Pamplona en 1981. Se licenció en Derecho y ADE en la Universidad Pública de Navarra.
Fue miembro de la ilegalizada organización Ekin, encargado, según los autos de procesamiento, “de las relaciones entre la cúpula de ETA y organizaciones como Gestoras, Segi o Askatasuna”. Detenido en 2010 en Cariñena (Zaragoza) dentro de la operación llevada a cabo contra Ekin, fue puesto en libertad en 2016 tras llegar a un pacto con la Fiscalía, con una pena de la que se excluyó de forma expresa la inhabilitación para ejercer la función pública.
En 2014 Compains colaboró en el libro de Pablo Iglesias Ganar o morir. Lecciones políticas de Juego de Tronos, en el que se analizaba la afamada serie de la HBO.
Se doctoró en la Universidad del País Vasco en 2016 con la tesis Botere konstituziogilea latinoamerikar konstituzionalismo berrian. Venezuela, Bolivia eta Ekuadorreko azken prozesu konstituziogileen analisi konparatu bat (El poder constituyente en el nuevo constitucionalismo latinoamericano. Análisis comparado de los últimos procesos constiyentes de Venezuela, Bolivia y Ecuador). Actualmente es profesor de Derecho Político en la Facultad de Derecho de dicha universidad.
En 2017 fue elegido miembro del Consejo Nacional del partido político Sortu.